# Puig dels Pastors
El Puig dels Pastors és una muntanya del Pirineu, de 1.880,5 metres d'altitud. Pertany al massís del Canigó; és a la comarca del Vallespir, a tocar de la del Conflent, a la Catalunya del Nord, damunt del termenal de les comunes de Cortsaví i el Tec.
És a la carena que separa els termes comunals de Cortsaví i del Tec, a la part mitjana d'aquest termenal, lluny al sud-est del Puig dels Tres Vents i més a prop de la Collada dels Pastors, i al nord-oest de la Collada del Reart.